# Aldo Vera
Aldo Aníbal Vera Grance (Asunción, Paraguay, 15 de septiembre de 1987) es un futbolista paraguayo, que se desempeña como mediocampista y que actualmente milita en el Club 12 de Octubre de la Primera División de Paraguay.

## Clubes
| Club                | País     | Año         |
| Rubio Ñu            | Paraguay | 2010        |
| Independiente       | Paraguay | 2011        |
| Luqueño             | Paraguay | 2011        |
| Independiente       | Paraguay | 2012        |
| Carapeguá           | Paraguay | 2013        |
| Guabirá             | Bolivia  | 2013 - 2014 |
| Santaní             | Paraguay | 2015        |
| Independiente       | Paraguay | 2016 - 2017 |
| Club Sol de América | Paraguay | 2017 - 2020 |
| Luqueño             | Paraguay | 2020 - 2021 |